# Sun4d
 (octobre 2023).
Si vous disposez d'ouvrages ou d'articles de référence ou si vous connaissez des sites web de qualité traitant du thème abordé ici, merci de compléter l'article en donnant les références utiles à sa vérifiabilité et en les liant à la section « Notes et références ».
Sun4d est une architecture informatique conçue à partir de 1992 par Sun Microsystems basée sur l'architecture Sun-4 et utilisant un bus système XDBus, des processeurs SuperSPARC et des cartes d'E/S SBus.

## Machines
- SPARCserver 1000
- SPARCcenter 2000
- Cray Superserver 6400